# Pol Pot

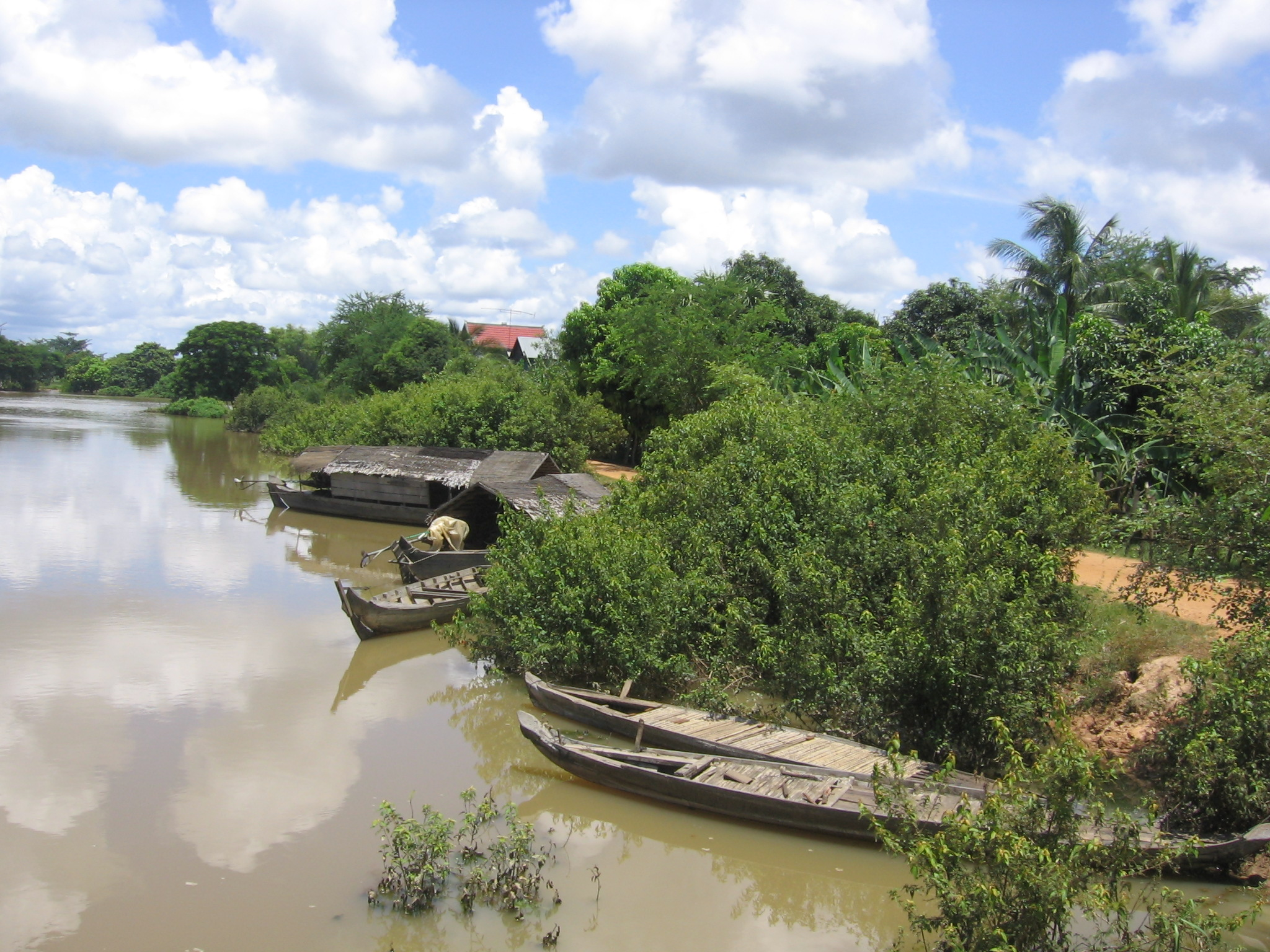
Fiskebyn Prek Sbauv.

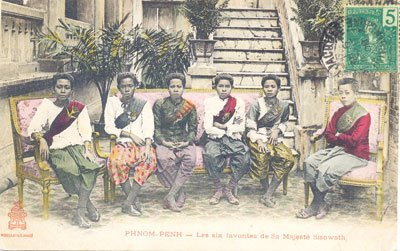
Några av kung Sisowath av Kambodias hovdamer i slutet av 1800-talet.

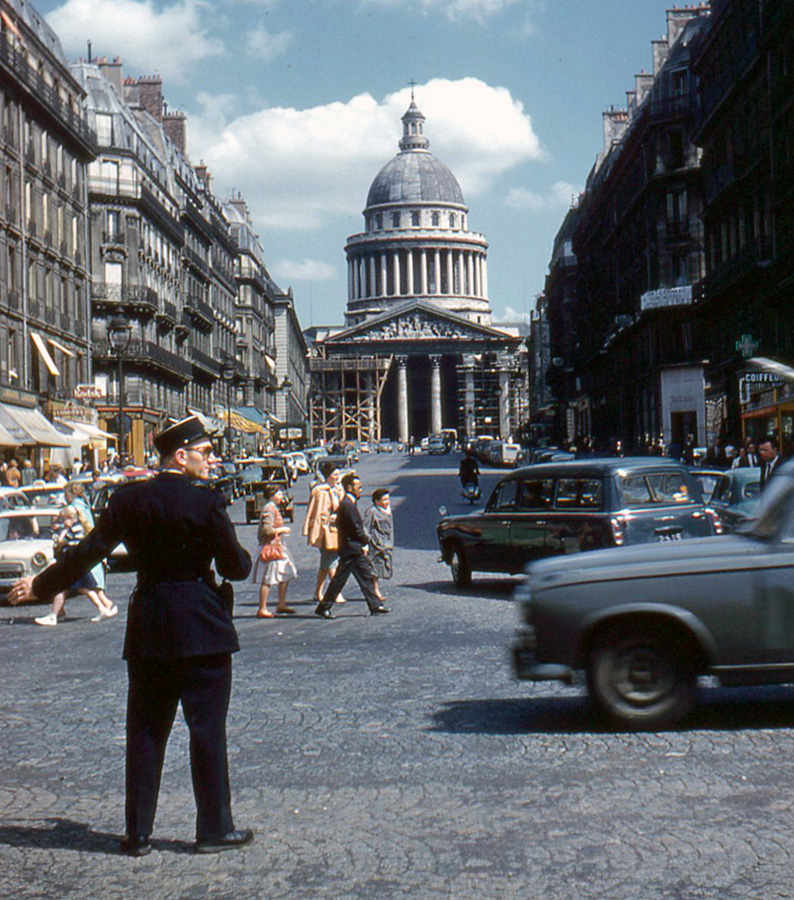
Sarot Sar anländer till Paris den 12 maj 1960.

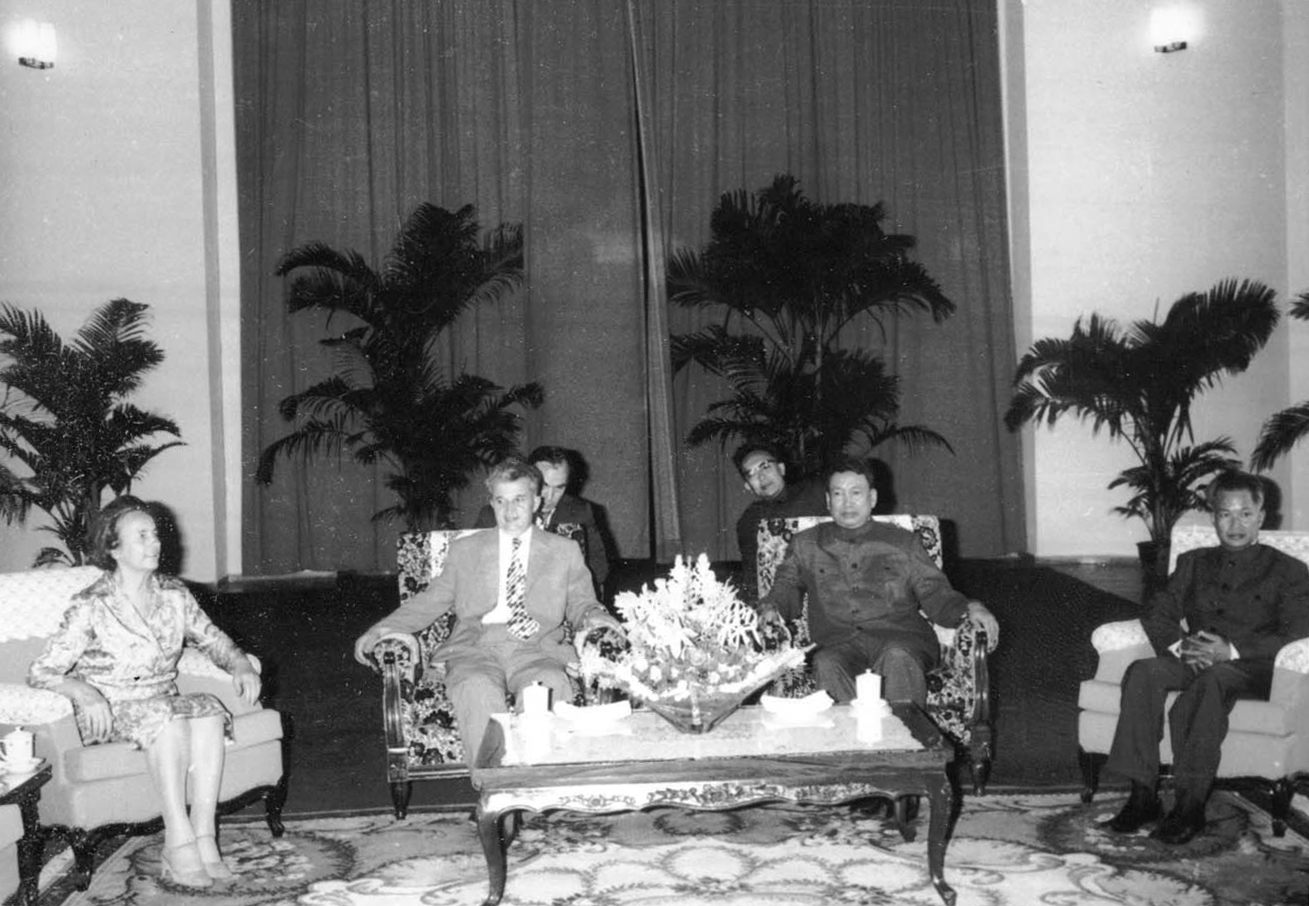
Pol Pot (sittande till höger) i samkväm med Rumäniens diktator Nicolae Ceaușescu 1978.

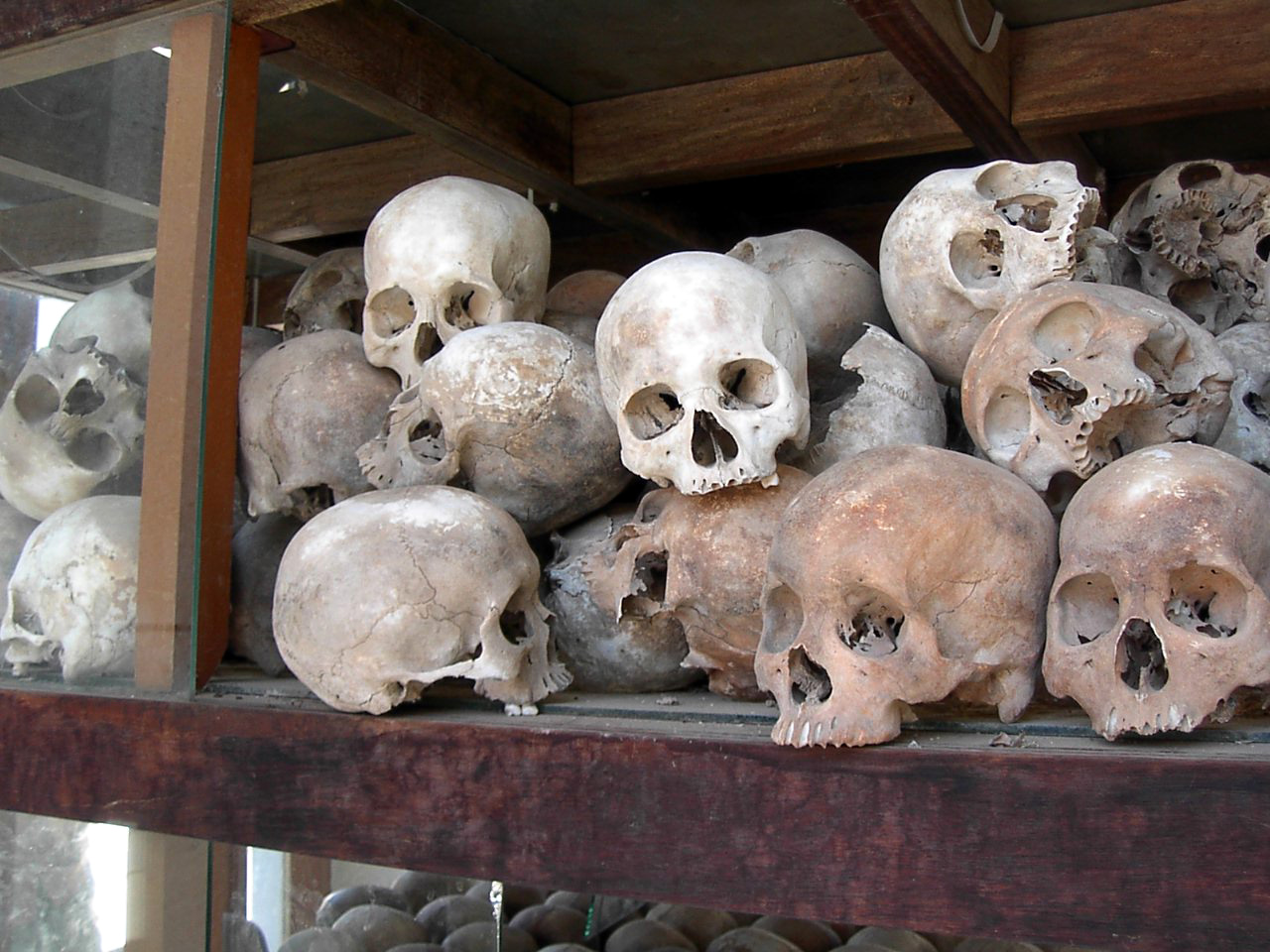
Skallar av mördade offer för röda khmererna, 2005.

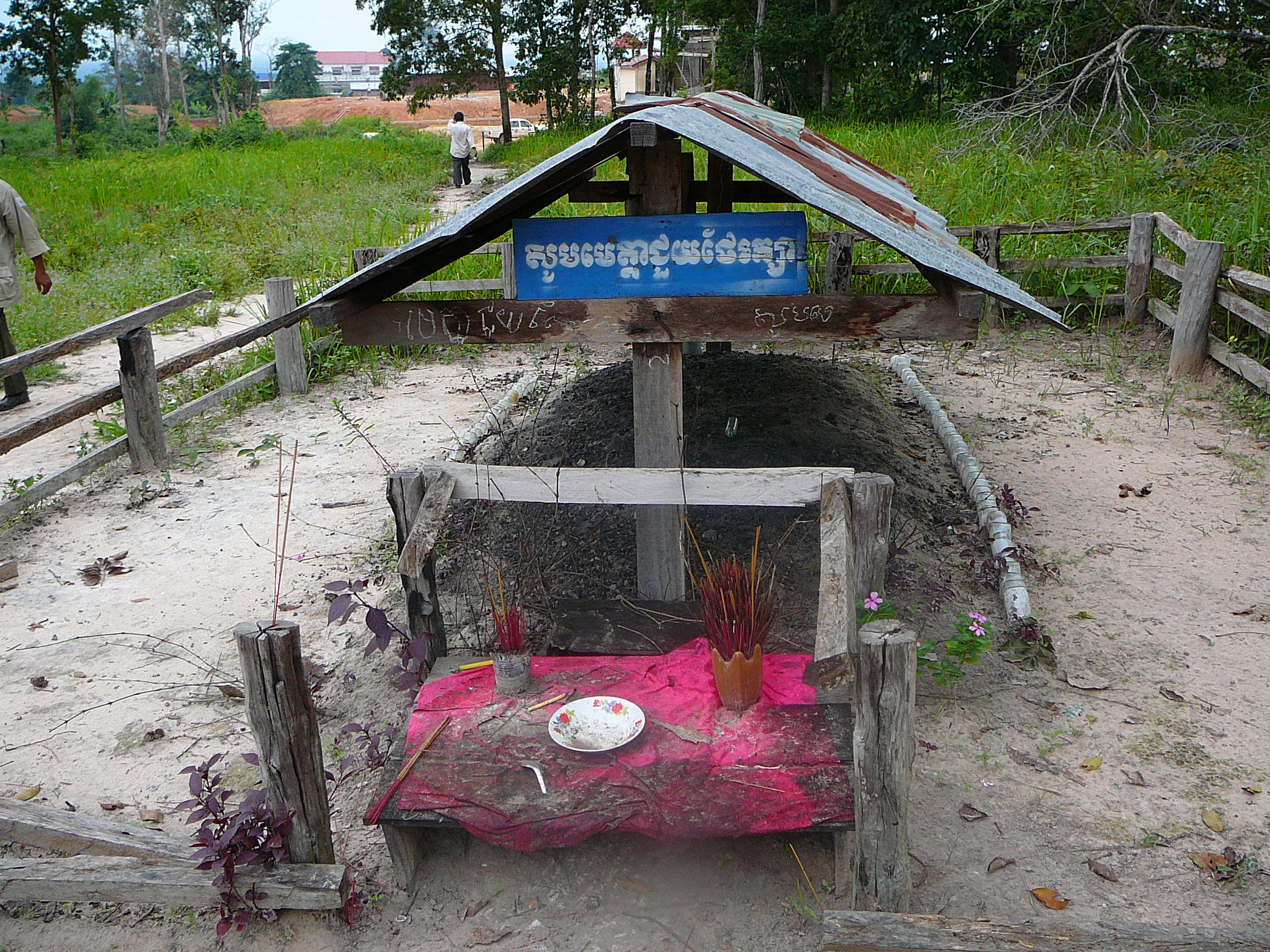
Pol Pots grav i Ânlóng Vêng, Ŏtâr Méanchey.

Saloth Sar, efter 1975 mer känd som Pol Pot, född 19 maj 1925 i Prek Sbov, provinsen Kompong Thom, död 15 april 1998 i Ânlóng Vêng, Oddar Meancheay, Kambodja, var en kambodjansk kommunistisk politiker, ledare för Röda khmererna 1963–1979 och Kambodjas (då kallat Demokratiska Kampuchea) regeringschef 1976–1979. Under hans ledning tros 1–3 miljoner människor ha dött till följd av tortyr, massavrättningar, svält, sjukdomar, stridigheter och straffarbete.

## Biografi
När Saloth Sar föddes i maj 1925 i en medelklassfamilj i fiskebyn Prek Sbov i provinsen Kompong Thom, var hans far, Pen Saloth, en relativt framgångsrik bonde, och hans mor Sok Nem var känd i regionen för sin noggrannhet och arbetsflit.
Kambodja var då ett franskt protektorat som en del av det Franska Indokina, och kungen Sisowath var en skuggregent åt den franska kolonialmakten. Kung Sisowath hette "Sar" innan han blev kung  och Saloth Sars föräldrar gav sitt åttonde barn namnet "Sar", samma namn som kungen burit innan sin kröning.
Saloth Sar växte upp till en populär pojke som särskilt uppskattades för sin artighet, sitt angenäma sätt, sin humor och att han aldrig ställde till med bekymmer. Trots avståndet till närmaste stad hade familjen koppling till det kungliga hovet inne i Phnom Penh.
En av hans kusiner, Meak, en dansös som sedan tjugotalet arbetat inom den kungliga balettakademin, och som bodde innanför de kungliga palatsmurarna, fick titeln Khun Preah Moneang Bopha Norleak Meak efter att hon 1926 födde en son till kung Monivong, som fick namnet Sisowath Kusarak. Efter att Monivong blivit kung befordrades Meak till att ansvara för de kungliga sovgemaken, vilket i realiteten vara att hålla ordning på kung Monivongs 30 fruar, och alla älskarinnor och konkubiner. En av dessa unga älskarinnor var Saloth Sars syster Saloth Roeung. Också Saloth Sars äldre bror Suong, tjänstgjorde som officer vid hovet. I mitten av 1930-talet skickades den tioårige Saloth Sar och en av hans kusiner från provinsen Kompong Thom till Phnom Penh för att bo hos Meak vid hovet, medan de först under ett år genomgick grundutbildning i ett kloster, och sedan studerade vid Ecole Miche, en fransk-katolsk skola. Efter flera års relativt misslyckade studier flyttade Saloth Sar till Kompong Cham, där han studerade snickeri. 
Under Monivongs regering öppnades Kambodja för kommunistiska influenser, och efter att den vietnamesiske agitatorn Ho Chi Minh 1930 grundade det Indokinesiska kommunistpartiet växte kommunistiska sympatier i landet, och jämsides med detta en vilja att nå självständighet och befria sig från Frankrikes långa kolonisering, politiska impulser som också påverkade Saloth Sar.
Trots en motig skolgång mottog Saloth Sar tack vare sina förbindelser med hovet 1949 ett stipendium för att studera radioteknik i Paris vid Ecole Francaise d'Electronique et d'Informatique (EFREI). Han utvecklade under tiden i Frankrike ännu starkare kommunist- och antikolonialistsympatier, anslöt sig till Marxistcirkeln vilken var den dominerade föreningen för kambodjanska studenter i Paris, blev medlem i det Franska kommunistpartiet och cementerade en djup vänskap med flera kambodjanska studenter, vilka senare skulle komma att ingå i de röda khmerernas styrelse. Saloth Sar sägs ha lärt sig mer om kommunism än om elektronik och anslöt sig efter hemkomsten 1953 först till det av vietnameser dominerade Viet Minh och senare till Kambodjas kommunistiska parti, mer känt som Röda khmererna.
1956 gifte sig Saloth Sar med en lärare, den några år äldre Khieu Ponnary, och lyckades få arbete som lärare i historia och fransk litteratur på ett college som kallades Chamraon Vichea, där han blev ihågkommen som en lågmäld och vänlig lärare.
Han intensifierade sina sympatier för kommunism, och började göra en karriär inom politiken, vilken gynnades av att flera kommunisters fängslats eller avrättats när regeringen intensifierade ett motarbete av kommunism i landet, varför flera positioner lämnades vakanta, och möjliggjorde än snabbare karriär än vanligt, inom partiet.
1963 valdes Saloth Sar till sekreterare för det kommunistiska centralpartiet av en liten grupp överlevare. Efter mars 1963 tvingades han gömma sig på hemlig ort, eftersom hans namn stod på listor över personer som skulle förhöras om sina kommunistsympatier, och han flydde till Vietnam, där han tog kontakt med en avdelning för Viet Minh. Med stöd av bättre organiserade vietnamesiska kommunister, arrangerade Saloth Sar den kommunistiska centralkommitténs möte 1964, där man bland annat ivrade för ett militärt maktövertagande, oberoende från vietnameserna, och för en revolution baserad på jordbrukare och bönder, snarare än den arbetarklass som Marx ansett skulle leda revolutioner.
Sedan fransmännen lämnat Indokina 1953 valdes den dittillsvarande kungen, Norodom Sihanouk, till premiärminister i ett Kambodja med lite utrymme för Saloth Sars radikala idéer. När prins Sihanouk under slutet av sextiotalet intensifierade sin kamp mot kommunister, flydde många av den intellektuella eliten till landsbygden, och anslöt sig till den kommunistiska gerillan. Men för att bli accepterade, måste de slänga sina böcker och avsluta arbeten som lärare. Dessa blev de första medlemmarna i det framtida "Khmer Rouge", de Röda khmererna.
1966 återvände Saloth Sar till Kambodja, och ändrade namnet på centralkommittén till Kampucheas kommunistparti. man planerade en revolution, och genomförde den 18 januari 1968 sin första attack på en militärbas nära Battambang där man kunde förse sig med vapen som sedan användes mot bypoliser över hela Kambodja. 
I samband med revolutionen framkom indicier på att kung Norodom Sihanouk också delvis stödde revolutionen och när information om detta nådde nationalförsamlingen röstade de i mars 1970 för att avsätta Sihanouk. 
Kinesiska och vietnamesiska kommunistledare påverkade kung Sihanouk att stödja de röda khmererna och i radioprogram manade han Kambodjas folk att bekämpa regeringen och stödja de Röda khmererna. Under tiden avancerade den nordvietnamesiska armén in i Kambodja och pressade Kambodjas försvarsarmé ända fram till ett par mil utanför Phnom Penh. Sihanouk flydde efter kuppen till Moskva och sedan Peking och började stödja Röda khmererna i deras kamp för att störta Lon Nols regering i Phnom Penh. När den populäre Sihanouk, efter den USA-orienterade general Lon Nols kupp i mars 1970, från sin exil i Kina gav honom sitt stöd förändrades maktsituationen snabbt, och med stöd från såväl Kina som Nordvietnam behärskade snart Röda khmererna hela den kambodjanska landsbygden för att den 17 april 1975 också inta huvudstaden Phnom Penh. Relationen mellan Nordvietnam och det Röda Khmererna bröts dock redan 1973. Det bör här poängteras att Vietnam och Kambodja länge sett sig som ärkefiender och Pol Pots samarbete med Nordvietnam senare tonades ner i betydelse. Det som idag är södra Vietnam är från början kambodjanskt territorium och det finns stora motsättningar mellan de båda länderna, detta trots att båda regimerna var kommunistiska.
I april 1975 föll den så kallade Khmerrepubliken och Röda khmererna tog makten med Saloth Sar som makthavare och Sihanouk som symboliskt "statsöverhuvud" men utan makt. Efter ett år, den 4 april 1976, lämnade han sin post. 

### Tiden som Kampucheas ledare
Saloth Sar, som nu antagit sitt nom de guerre, Pol Pot, kom snabbt att bli den nya staten Demokratiska Kampucheas de facto-ledare, och han ledde landet som statsöverhuvud från 1976. Namnet härstammar troligen från Politique potentielle, översatt från kinesiska.
Pol Pots egna, extrema version av maoism, syftade till att på mycket kort tid införa en agrar utopisk kommunism, utan städer, klasser, kontakt med omvärlden, pengar eller avancerad teknik. Pengar avskaffades, skolor och sjukhus stängdes, etniska minoriteter förbjöds tala sina egna språk och i princip alla stadsbor tvångsförflyttades till landsbygden där de som tredje klassens medborgare kom att bli bland de första att falla offer för det omfattande folkmord Pol Pot initierade.
Till kategorin icke-önskvärda hörde folkgrupper som inte passade in i visionen om en ren khmer-stat (vietnameser, cham och laotier), utbildade och[källa behövs] religiösa (buddhister, muslimer och kristna). Pol Pot krävde fullständig lojalitet mot sig och sin rörelse, Angkar, "Organisationen", nu omdöpt till Demokratiska Kampucheas Parti. Traditionella hierarkiska titlar och tilltalsord förbjöds, och trots att Pol Pot omnämndes som "broder nummer ett" förekom ingen personkult av det slag som odlats av Stalin och Mao Zedong, möjligen kom distinktionen mellan Angkar och Pol Pots egen person dock att suddas ut till den grad att Pol Pot blev Angkar, och tvärtom.
Bedömningar av hur många som mördades – ihjälhuggna med slipade bambupinnar, kvävda med plastpåsar, torterade till döds i säkerhetscentret S-21 Tuol Sleng eller ihjälsvultna – under åren 1975–79 rör sig vanligen mellan 800 000 och 3 miljoner,[källa behövs] av en total befolkning på bara drygt 7 miljoner[källa behövs]. Khieu Samphan, Kampucheas president vid tidpunkten, uppskattade siffran till "under 10 000". Pol Pots egna uppskattningar rörde sig bortåt en miljon döda[källa behövs]. Minnesmärken över de mördade finns idag i centrala Phnom Penh (S-21 Tuol Sleng) och i Choeung Ek i stadens utkant, en av de mest kända "dödens fält"-platserna.

### Efter störtandet
En vietnamesisk militär intervention 1978–79 (som inledde det Sino-vietnamesiska kriget) ersatte Pol Pots styre med en mot Vietnam (och indirekt mot Sovjetunionen) lojal kommunistregim under Heng Samrins ledning. Regimen bestod huvudsakligen av avhoppade Röda khmerer (bland dem landets nuvarande premiärminister, Hun Sen) som ledde den nygrundade Folkrepubliken Kampuchea fram till 1992.
Pol Pot och de Röda khmererna sågs av Kina och flera västländer som en motvikt till Vietnams, och i förlängningen Sovjetunionens, inflytande i det forna Indokina och fick fortsatt stöd utifrån även efter 1979. De kunde därför med viss framgång fortsätta sin gerillakamp. Pol Pot, som då officiellt inte längre ledde Röda Khmererna och lika officiellt upplöst Demokratiska Kampucheas Parti, gick inte med på de villkor som förhandlats fram efter Vietnams tillbakadragande 1989, och höll stånd mot regeringstrupperna fram till 1996, då uppskattningsvis hälften (4 000), både fotfolk och ledare, deserterade eller gick över till regeringssidan.
Sedan Pol Pot sommaren 1997 låtit avrätta sin närmaste man Son Sen och dennes familj, greps och dömdes han under Ta Moks överseende ("broder nummer fyra") till livstids husarrest. Pol Pot, svårt sjuk och närapå blind, avled officiellt av en hjärtattack den 15 april 1998, dagen efter att han underrättats via radio om att han skulle lämnas ut till den amerikastödda regeringen för en rättegång. Kroppen brändes på en hög bildäck i hans läger i djungeln. Ett drygt år senare fanns i princip inget kvar av Pol Pots Angkar, men de minor hans organisation placerat ut fortsätter att skörda liv i Kambodja än idag, och han har fortfarande ett visst stöd, både i Kambodja och internationellt.[källa behövs]